# Дерек Вайт
Дерек Вайт (англ. Derek Whyte; нар. 31 серпня 1968, Глазго) — шотландський футболіст, захисник, а також футбольний тренер.
Насамперед відомий виступами за клуби «Селтік», «Мідлсбро» та «Абердин», а також національну збірну Шотландії.

## Клубна кар'єра
У дорослому футболі дебютував 1985 року виступами за «Селтік», в якому провів сім сезонів, взявши участь у 215 матчах чемпіонату. Більшість часу, проведеного у складі «Селтіка», був основним гравцем захисту команди.
Своєю грою за цю команду привернув увагу представників тренерського штабу «Мідлсбро», до складу якого приєднався 1992 року. Відіграв за клуб з Мідлсбро наступні п'ять сезонів своєї ігрової кар'єри. Граючи у складі «Мідлсбро» також здебільшого виходив на поле в основному складі команди.
1997 року уклав контракт з клубом «Абердин», у складі якого провів наступні п'ять років своєї кар'єри гравця. Тренерським штабом нового клубу також розглядався як гравець «основи».
Завершив професійну ігрову кар'єру у нижчоліговому клубі «Партік Тісл», за команду якого виступав протягом 2002—2004 років. Після відставки Джеррі Коллінса у листопаді 2003 року з посади головного тренера команди Дерек Вайт і ще один досвідчений гравець команди Джеррі Бріттон склали тандем граючих тренерів. У березні наступного року Вайт завершив виступи на полі і зосередився на тренерській роботі, проте вже у грудні того ж 2004 року тандем тренерів було звільнено.

## Виступи за збірну
1987 року дебютував в офіційних матчах у складі національної збірної Шотландії. Протягом кар'єри у національній команді, яка тривала 13 років, провів у формі головної команди країни лише 12 матчів.
У складі збірної був учасником чемпіонату Європи 1992 року у Швеції, чемпіонату Європи 1996 року в Англії та чемпіонату світу 1998 року у Франції.